# 山門寺門の争い
山門寺門の争い（さんもんじもんのあらそい）とは、天台宗が山門派（延暦寺）と寺門派（園城寺）に分裂し、長年にわたって両派の間で行われた抗争のこと。山寺両門の争乱、山門寺門の相剋などともいう。
9世紀後半に円珍が第5世天台座主に就くと台密が隆盛し、以降しばらくの間は円珍の弟子が天台宗の要職を占めるようになる。これに対し10世紀後半に円仁派の良源が第18世座主に就くと密教に重きを置く円珍派と対立し、円仁派（山門）と円珍派（寺門）が藤原摂関家や朝廷を巻き込んで争うようになった。
11世紀に至り、山門派が比叡山の戒壇から寺門派を排除すると両派の対立が決定的になり、互いに擁した僧兵による武力行使が繰り返し行われた。特に、圧倒的な人数を擁した山門派の山法師は園城寺を繰り返し焼討した。その後に両派の対立は、権門寺院の取り込みを図る武家の政権争いに巻き込まれ、平安末期には源氏と平氏に、中世には北朝と南朝に分かれて争った。
なお1945年に『宗教団体法』が廃止されると、寺門派は宗祖を円珍、総本山を園城寺とする天台寺門宗として独立して現在に至っている。

## 経緯

### 最澄没後の派閥争い
最澄が弘仁13年（822年）に入滅すると、共に入唐した義真が跡を継いで初世天台座主となり、最澄の宿願であった延暦寺戒壇で最初の受戒を行った。天長10年（833年）に義真は遺言で次の座主に弟子の円修を指名するが、これに最澄の直弟子らが反発し、結果として円澄が第2世天台座主に就任した。円修ら義真の弟子50人余りは比叡山から降り、室生寺に移る。以降、第4世までの天台座主は最澄の直弟子であった。この争いに、天台宗分裂の発端を伺うことができる。
円仁は入唐に先立つ天長8年（831年）に未開であった横川に入籠するが、その理由は最澄没後に起こった天台宗内の対立抗争から退くためであったと考えられる。厳しい行を修めた円仁は根本如法塔を建立して横川を開創する。横川は東塔・西塔の世俗化から逃れて修法を行う場所として整備され、円仁を慕う門徒によって円仁派が形成されていく。仁寿4年（854年）4月に円仁は第3世天台座主に補任された。円仁は遺言で横川の運営は円仁派が行い、貴族社会との私的な関係を持たないよう言い遺した。
円珍は義真の弟子であったが、円修らが追い出される騒動の時には十二年籠山行を行っている最中で比叡山に残っていた。仁寿3年（853年）に入唐した円珍も、円仁と同様に台密を発展・隆盛させた。貞観4年（862年）に円珍は大友氏の氏寺園城寺の別当に補される。『天台座主記』によれば、円珍は荒廃していた園城寺を修復し、その功により貞観8年（866年）に園城寺が延暦寺の支配下にはいった。貞観10年（868年）に円珍は第5世天台座主に補任される。円珍は密教の加持祈祷を求める貴族に応え、貴族社会との結びつきを強めていく。これにより延暦寺の勢力が拡大していくが、一方で顕密両学の方針が崩れていき密教化が進んだ。それと共に延暦寺内では円珍門徒が主流となり、円珍が在職した23年間に主要な職は円珍門徒が独占するようになる。円珍の没後も台密を中心に延暦寺は隆盛し、天台座主も第9世天台座主長意をのぞく第14世まで約50年間にわたって円珍派が独占した。一方で円仁の遺言を守り貴族との結びつきが弱かった円仁派は元慶寺や妙楽寺の座主に甘んじていた。
この頃から円仁派と円珍派は争っていたようで、『天台座主記』には貞観8年（866年）には比叡山の派閥争いを戒める太政官牒が出されたと記されている。また円珍が仁和4年（888年）に記した制誡で「円仁門徒と和合すべし」と円珍門徒を諭している。

### 良源と円珍派の争い
『慈恵大僧正伝』には、円珍派が延暦寺を支配する中で円仁が興した横川は荒廃し、良源の頃にはわずかに2名が住するのみであったと記される。円仁派の良源は承平7年（937年）に興福寺での対論において名声を上げて藤原摂関家の庇護を受けるようになり、藤原師輔の支援を得て横川を再興した。康保3年（966年）に良源が第18世天台座主に補任されると、比叡山の密教化を改める方針をとり、広学竪義と呼ばれる僧の教育機関を設けるなど、僧風の刷新を図った。これによって良源と円珍派が対立していく。
『慈恵大僧正伝』によれば、天元3年（980年）4月に円珍門弟を主とする僧700名は良源の命に背いて読経会に参加しなかった。これに対して良源は全員の僧籍を剥奪するという厳しい処分を行う。また『叡岳要記』によれば、良源は同年9月に再建された根本中堂の落慶供養会に、円珍派が参席することを認めようとしなかった。これに反発した円珍派は朝廷に訴え出たため、仲介により園城寺長吏の余慶ら数名が参席することで落着した。

### 余慶への妨害
一方の円珍派は藤原摂関家と緊密になっていき、翌天元4年（981年）11月には法性寺座主に余慶が補任された。同寺は藤原摂関家が営む寺で、その座主には初世から9世にわたって円仁派が就いていたが、これが円珍派の余慶に奪われる形となったため円仁派の僧綱や阿闍梨が反発し、衆徒を率いて関白藤原頼忠邸に押しかけた。朝廷は「法性寺座主は円仁派に与えられたものではなく、優れた僧が任じられる」と説明するが円仁派は納得せず、頼忠邸に乱入する騒ぎを起こす。この行動に対し朝廷は、円仁派の法会参加の停止や首謀者の職を解く処分を行ったが、一方の余慶も法性寺座主を辞することを余儀なくされた。また、これをきっかけに余慶とその門徒は比叡山から観音院など洛北の諸寺に降りてしまう。一方で円仁派が経蔵や観音院などを焼討して円珍派の僧を殺害するとの噂が立った。そのため、朝廷は良源を叱責するとともに蔵人を派遣し、経蔵とそこに保管される円珍が将来した経典を警護するに至った。
『座主宣命』によれば、永祚元年（989年）9月に第19世天台座主尋禅が退任し、同月に朝廷は余慶を次期天台座主に補任する。これに円仁派が抵抗して、9月29日に比叡山に登ろうとする宣命使を追い返してしまう。10月4日に宣命使は検非違使を率いて延暦寺への登山を強行し宣命を読み上げるが、宣命は円仁派に奪われる有様であった。これに対し、10月29日に藤原在国を勅使として登山して、再度宣命を読み上げた。その宣命では円仁派を「延暦寺を内部から喰いつぶす獅子身中の虫」と厳しく断じている。『天台座主記』によると、余慶は天台座主に就いたものの円仁派の抵抗により職務の遂行ができず、わずか3か月で辞任することとなった。

### 円珍派の下山と山寺両門の成立
『扶桑略記』によれば、正暦4年（993年）円珍派の成算が多くの僧兵を率いて、円仁所縁の赤山明神社で乱暴を働いた。円仁派は園城寺長吏の勝算に成算を引き渡すよう要請するが、円珍派は従わず、逆に赤山明神社をさらに攻撃して比叡山への物資を略奪するなどした。この狼藉に対し円仁派は朝廷に訴えて、さらに円珍所縁の千手院はじめ円珍派の僧房を焼討し、比叡山から円珍派1000人余りを追い出した。この時に円珍像などをもって比叡山から降りた円珍派は園城寺を本拠にするようになる。これ以降、天台教団は山門派（延暦寺・円仁派・日吉大社）と寺門派（園城寺・円珍派・三井寺新宮）に二分されることとなった。寺門派の支配下となったのは、観音院、修学院、一乗寺などの洛北の寺と天智天皇勅願の崇福寺などである。

### 明尊と戒壇をめぐる対立
11世紀にはいると寺門派は再び藤原摂関家との関係を深める。藤原道長は寺門派の勧修・心誉に帰依し、浄妙寺、解脱寺、法成寺などの主要な職がその門弟に与えられた。また寺門派は密教を重視し公家への働きかけも活発に行い、修験の徒も多く出て熊野三山も寺門派の勢力下に入りつつあった。
長暦2年（1038年）9月に、第27世天台座主の慶命が没する。『扶桑略記』によると、園城寺の明尊が後任を望み、明尊に帰依していた関白藤原頼通もこれを認めようとした。山門派はこれに反対して「天台座主は延暦寺に住し山上で修業勉学をすることで寺務を行うことができるのであり、比叡山を降りている寺門派には資格がない」と寺門派を批判し、これに対し寺門派は「別院を建てることは仏法を広める行いであり、山上に閉じこもって安眠をむさぼる者は座主になれない」と反論。さらに山門派は「園城寺は延暦寺の末寺」とするが、寺門派は「園城寺は天智天皇の勅願寺であり寺格は園城寺が上」などとし、争論は尽きなかった。
翌長暦3年（1039年）2月に山門派3000人が法成寺に集合し、頼通邸に強訴を行う。頼通は翌日に使いを出して「天台座主は枢要な地位であり、智行を備えた者を選ぶもので、山門派に限らない。いまは明尊ほどの人材が山門派にはいない」と伝えたが、これに反発した僧徒が頼通邸内に乱入した。これに対し頼通は平直方に命じて兵に矢を射させ、僧兵もこれに応戦したため双方に死傷者がでる騒ぎとなった。朝廷は山門派の首謀者を処断したが、結局天台座主には山門派の教円が補任されて落着した。
この事件に前後して、山門派は延暦寺戒壇で寺門派が受戒することをしばしば拒むようになる。『春記』によると、長暦3年に明尊は園城寺に独自の戒壇を設立することを朝廷に願い出た。この時に寺門派は「円仁は東大寺で小乗戒を受けているが、最初の大乗戒は義真が行ったもので、義真、円珍が正流である」とし、山門派を批判した。『元亨釈書』によると、朝廷は園城寺の戒壇設立を諸宗に諮問するが、山門派が強く抵抗したため後朱雀天皇や頼通も責任を回避して勅許が下りなかった。『扶桑略記』によれば寺門派もあきらめず、翌長暦4年（1040年）にも寺門派が騒動を起こしたり明尊が申文の奏上をおこなったりしたため、長久2年（1041年）に朝廷は再諮問を行うが、結局話が進む事は無かった。これ以降、山門寺門の争いは、園城寺戒壇の設立をめぐって争いが激しくなる。
『扶桑略記』には、長久3年（1042年）に山門派が園城寺別院の平等院（現在の円満院で、現平等院とは別）を焼討したと記されるが、詳細は不明である。
永承2年（1047年）6月に第28世天台座主の教円が没する。『天台座主記』によると、寺門派は「戒壇設立が許されないのであれば、明尊が座主に就くこと」を望み、8月には朝廷もこれを許した。しかし宣命使であった藤原永職は比叡山に登る途中で、病と称して宣命を山中に捨てて帰ってしまった。明尊はわずか3日で天台座主を辞した。
これ以降、寺門派が天台座主に就くと宣命が途中で捨て去られ短期間に辞任することが定例化する。いずれの寺門派座主も職務遂行は不可能とあきらめたうえで、名目を得るために補任されたものと考えられる。この頃、延暦寺で受戒できない寺門派は東大寺の戒壇での受戒を余儀なくされており、これについて山門派座主覚忠が「小乗戒を受けた者は天台座主になれない」と寺門派の座主就任を非難していたことが背景にある。一方で補任された寺門派座主はおおむね貴族出身であり、摂関家や上皇の権力の支持を得て補任を得ていた。

### 戒壇設立運動の再燃

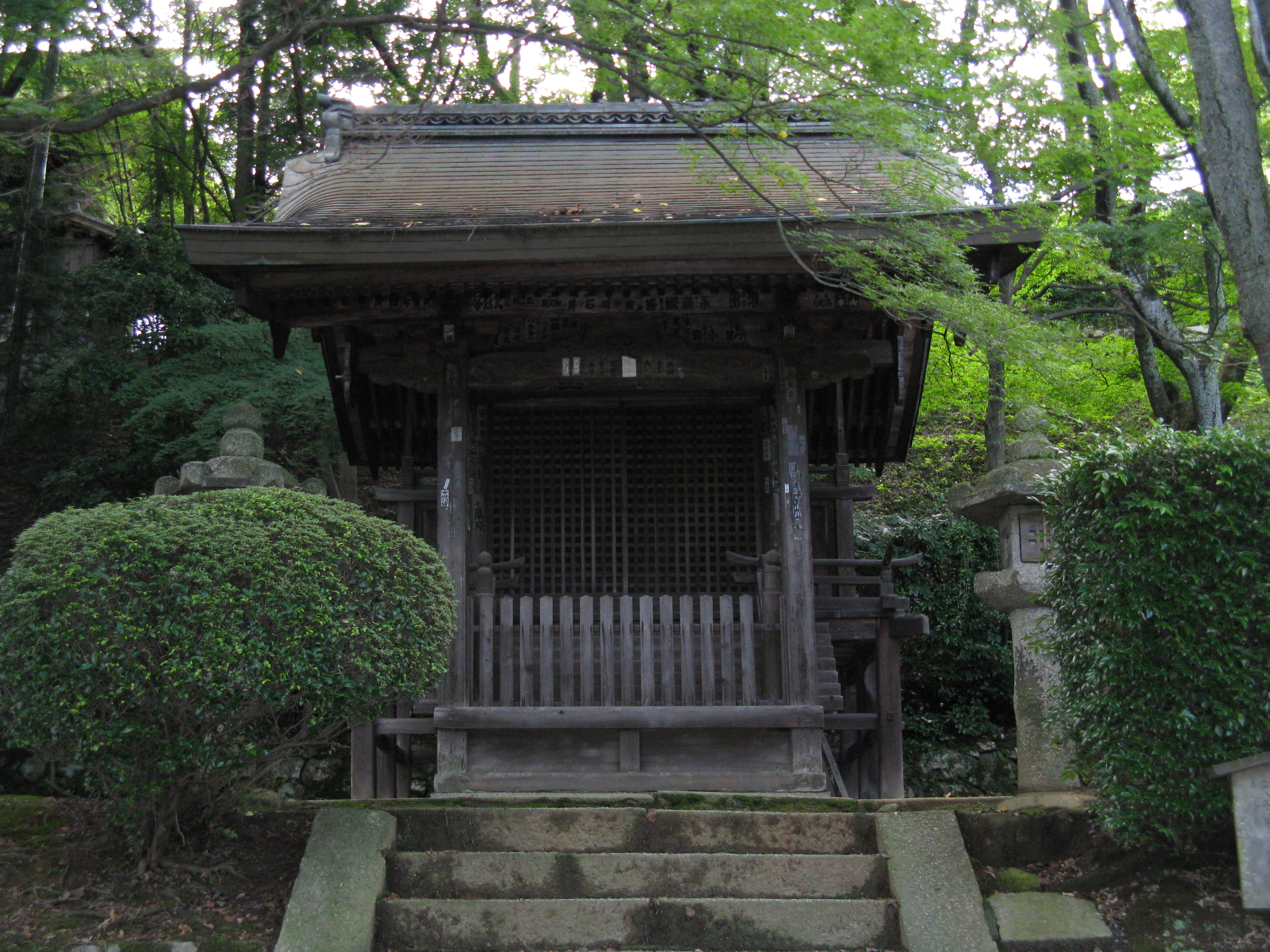
園城寺十八明神社

『百錬抄』によれば、延久2年（1070年）3月に第32世天台座主明快が没したため、寺門派は後任に覚円を推挙したが、補任されたのは山門派の勝範であった。これをきっかけにして、寺門派の戒壇独立運動が再燃した。朝廷も協議を行うが、山門派の抵抗により勅許には至らなかった。これに対し寺門派は抗議を行うが、この際に後三条天皇が病にあるのは新羅明神の祟りだとした。朝廷は同年5月に園城寺新羅明神に奉幣するが、後三条は延久5年（1073年）に崩御した。
『一代要記』によれば、これ以降に朝廷も園城寺の戒壇建立を許可する方針に変わり、寺門派の頼豪が白河天皇に働きかけたが、これを知った山門派が承保2年（1075年）に寺門派と抗争を行い、結局うやむやになってしまった。この頼豪に由来する伝説は『平家物語』や『太平記』などに記され、のちに妖怪鉄鼠の元になった。
記される内容は史実と異なるが、園城寺には鼠を祀る十八明神社が、一方の延暦寺の門前町坂本にも鼠を鎮める鼠社が現存している。

### 永保の焼討
永保元年（1081年）4月に、日吉社の踏歌節会（あらればしりのせちえ）にて、大津浜の男が日吉社の宝殿に放尿をする乱行に及んだ。これを見咎めた日吉社の法師らがその男を捉えようとしたところ、逆に男が法師の1人を搦めとってしまった。禰宜らが解放するよう男に懇願するが、男は聞き入れずに大津浜に連れて行こうとした。この争いに山門派の山法師が気づいて騒動となった。この結果、大津浜住人は奉仕先を日吉社から三井寺新宮（長等神社）に変えるとし、山門派と寺門派の抗争に発展した。『桂林拾葉抄』によれば、日吉社は「三井寺新宮は大勢で祀るだけのところで、ここ数百年神事を怠っている」などと太政官に提訴し、朝廷もこれを認めて近江国司に氏子を元に戻すように命じた。しかし実現は容易ではなく、業を煮やした山門派は6月9日に僧徒数千人で園城寺を焼討する。『扶桑略記』によれば、この時に焼失したのは御願（天皇勅願の堂）15所・堂院79所・経蔵15所・塔3基・鐘楼6宇・神社4所・僧房621・舎宅1493と記録されている。さらに山門派は、略奪品を船13艘、馬60頭に積み引き上げて引き返した。『為房卿記』によれば、この影響で日吉祭は検非違使の監視下で行われることになった。
『扶桑略記』によると、これに対し9月に入って寺門派も僧兵の300人余りが延暦寺を襲撃し、対する山門派は堀を作って防戦した。この行為に朝廷は園城寺に検非違使を遣わして寺門派の首謀者に処罰を加えたが、山門派の反発は治まらず再び数百の僧兵を率いて園城寺を焼討した。その被害は堂院20所・経蔵5所・神社9所・僧房183所・その他舎宅の数は幾千を知らずと記され、寺門派は山林に隠遁した。
この争いは、両門の張本人を処して解決を見たが、寺門派は延暦寺に報復をしない事の条件として、戒壇建立を願い出たが叶わなかった。

### 保安の焼討
永保の焼討からしばらく両門の関係は小康を保ち、園城寺は10数年をかけて復興を遂げた。しかし約40年後に闘争が再燃した。
保安元年（1120年）の争いは、4月に山門側の大津浜住人が新大路に鳥居を建てたところ、園城寺の僧がこれを切り倒したことに始まる。山門派衆徒がこれを咎めて蜂起し、沈静化を図る園城寺は騒ぎを起こした僧を追放するが、山門派は納まらず争いに発展した。『中右記』によれば、白河院は双方を召し争いを制止するが、その際に延暦寺は「大津の山門所領にある日吉神宮に下人が遺体を捨てるのでこれを防ぐために鳥居を建てた」と主張。これに対し園城寺は「園城寺側の人領を横領する為に鳥居を建てた」と非難している。この騒動は5月4日に園城寺長吏が鳥居を再建することになって収束した。
しかし翌保安2年（1121年）5月に、寺門派の僧兵が西坂本において山門派の僧を殺傷する。これに対し山門派は洛北にある寺門派の寺を焼討し、付近の民家も破壊した。さらに寺門派もその報復として日吉社領である大津東浦と大津西浦の民家を焼き払った。ついに山門派は閏5月に大挙して園城寺を襲撃し、堂舎僧房をすべて焼き尽くした。『古事談』によると、新羅明神が寺門派の前に出現し「この寺を守護するのは堂舎ではなく、出離生死の志を護るためである。このような患難の時にこそ修学する僧徒を護るであろうと告げた」と伝える。
灰に帰した園城寺だが、白河院の庇護を受け再興した。『百錬抄』によると、長承3年（1134年）8月に盛大な落慶供養が営まれた。一方でこの後も山門派の乱行はおさまらず、両門の争いは繰り返された。『石清水文書』は、白河法皇が「天台衆徒の訴訟悪行は年を追い日に従いて連綿と絶ゆることなし」と嘆いたと伝える。

### 保延の焼討
保延6年（1140年）4月には再び両門が争う。『天台座主記』には、大津新宮（長等神社）の日吉祭に際し、園城寺の寺主慶仁の子が山門派の下級僧を殺害したことが発端と記される。山門派が激怒したことに対し、園城寺は襲来に備えて北院の北側に堀を設けて通行を遮断した。山門派僧兵はこれを埋めようとしたことから、両派の僧兵が戦闘に至った。合戦は11度に及び、山門派300人余りが死んだとされる。
『百錬抄』によれば、この事件の報復として同年閏5月から7月にかけて山門派の僧兵が大挙して園城寺を攻撃。園城寺の堂塔はことごとく焼失したとされる。また『古事談』によれば、山門派も焼討を後悔して罪障懺悔の為に写経供養を行った。その際に僧都の忠胤は「寺門僧徒は憎いが、仏法経論を非難する事は無く、焼討するいわれはない」と諭し、一同涙したと伝える。
一方で寺門派はこの時以降、ふたたび延暦寺で受戒しないと宣言した。また2年後の永治2年（1142年）3月には報復の戦いを起こして延暦寺を攻撃。延暦寺東塔の房舎数10宇と丈六堂を焼き払った。しかし逆襲を受けて、寺門派の僧房や大津の在家、園城寺別所微妙寺などが焼かれ、殺傷も行われた。その後、全焼した園城寺は復興されて、久安4年（1148年）には金堂が上棟された。

### 長寛の焼討
その後も散発的に争いが起こる。『山塊記』によれば、永暦2年（1161年）4月に後白河法皇は園城寺別院であった平等院へ行幸を行ったが、山門派はこれを戒壇設立の動きと疑って坂本に陣を構えて不穏な状況となる。後白河法皇は「王家を恐れざること」と憂いたと伝える。
応保2年（1162年）閏2月には、園城寺長吏の覚忠が第50世天台座主に補任されると、山門派はこれを拒絶して蜂起。覚忠は直ちに辞任するが、山門派は覚忠が南都で小乗戒で受戒していることを問題視して座主籍に載せることも拒絶した。この南都受戒問題が再び武力抗争へと繋がる。長寛元年（1163年）に山門派は、寺門派が南都で受戒することと武器の携帯を禁止することを奏上し、朝廷はこれを受け入れて寺門派に宣旨した。しかし、寺門派はこれに納得せず延暦寺での受戒を拒否した。さらに最澄や義真が南都で受戒していることを示して山門派を非難し、逆に延暦寺が興福寺の末寺になることを奏上した。『天台座主記』によると、長寛元年6月に園城寺の法師が延暦寺領大津東浦の鳥居を切り払うという事件を起こした。この報復として山門派僧兵が園城寺を襲撃し金堂以下堂塔を焼き払い、さらに西坂本（京都市修学院付近）の観音院・解脱院・修学院・一乗寺、志賀の崇福寺・梵釈寺なども焼いた。『百錬抄』によると、朝廷は園城寺焼失の事後処理を議したが、ここでも山門派は、寺門派が大乗戒を受けないことを非難し訴えた。

### 以仁王の乱

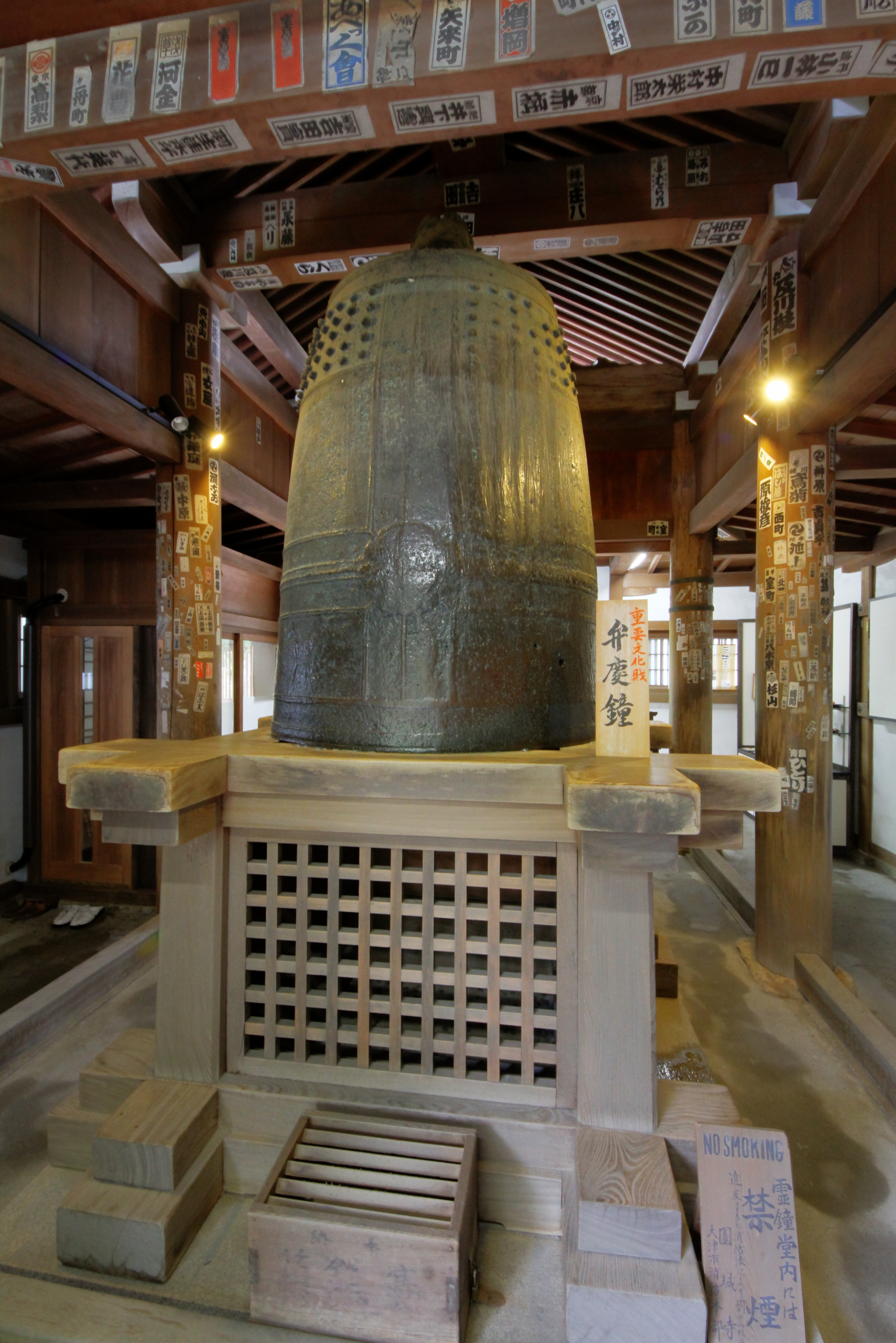
園城寺の梵鐘（弁慶鐘）

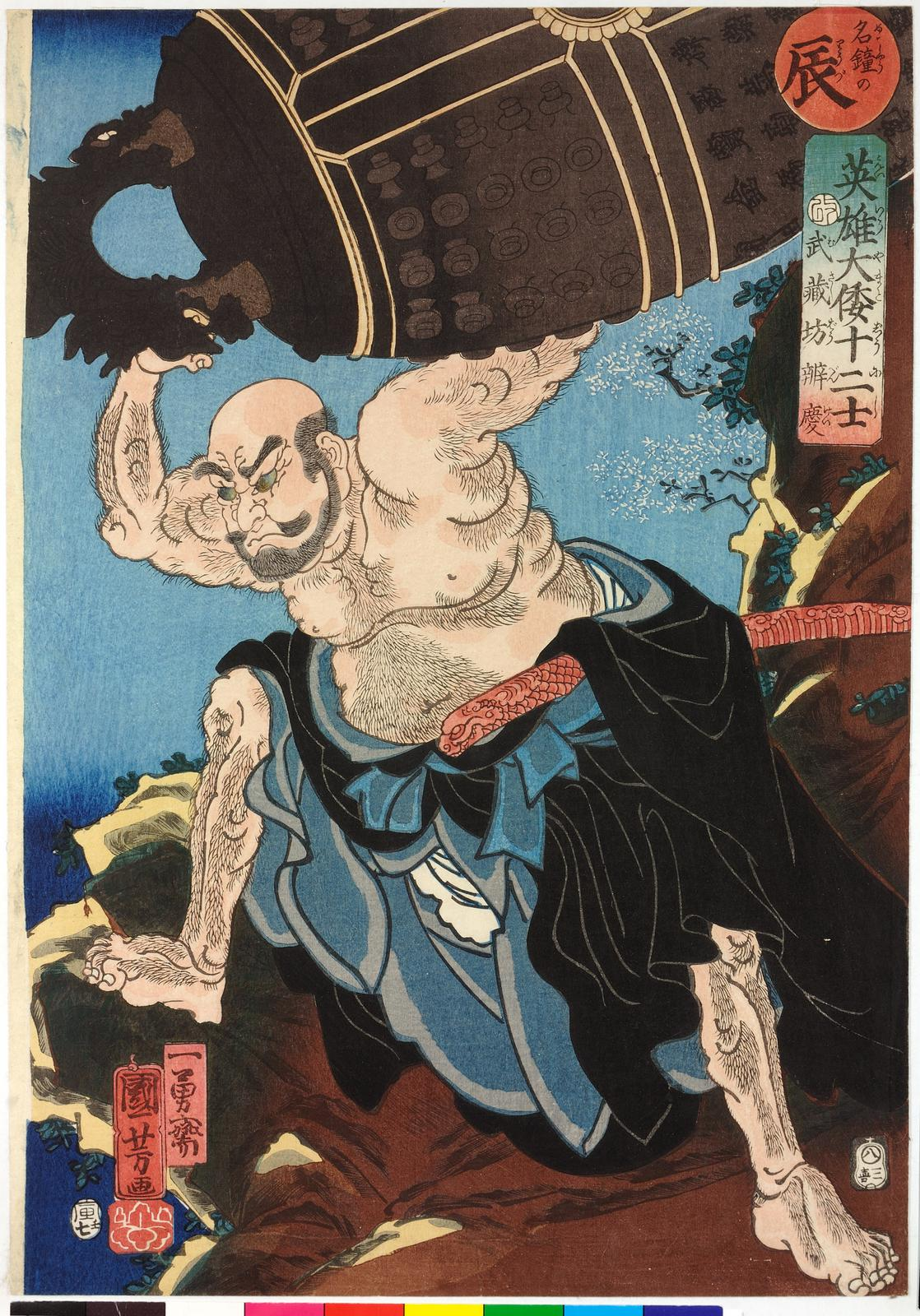
英雄大倭十二士　名鐘の辰　武蔵坊弁慶（歌川国芳）

治承4年（1180年）5月15日、以仁王は三条高倉の自邸に兵を差し向けられたため異母弟円恵法親王が長吏を務める園城寺に逃れ、源頼政も合流して立て籠もった。平氏との争いを避けたい園城寺の僧綱は以仁王を匿う僧兵に引き渡しを命じるが、僧徒は従わなかった。以仁王は延暦寺と興福寺にも援助を求めるが、平氏との関係性が強い延暦寺はこの要請を拒否する。この判断には両派の対立も影響したと考えられ、一説には天台座主明雲は、逆にこれを機に園城寺攻めを企てていたとされる。延暦寺の援助を受けられなかった以仁王らは、興福寺を頼って奈良に逃れるが、その途中で討取られた。同年6月に朝廷は園城寺に対する処分を議する。これにより園城寺は僧綱らの罷免、荘園や私領を没収されたうえで、円恵法親王は四天王寺別当職の任を解かれ、同職は天台座主明雲に与えられた。なお『平家物語』は、この騒動の間に平氏は園城寺を焼討したと伝えるがこれは史実ではなく、平氏による園城寺焼討は同年12月の事である。
またこの頃を背景とした弁慶の伝説と共に、園城寺には弁慶鐘と呼ばれる梵鐘が伝わっている。損傷や亀裂が激しいが、平安時代のもので重要文化財に指定されている。

### 建保の焼討
建保2年（1214年）4月14日の日吉祭の日に唐崎で、大津東浦の長者丸と日吉神人の間で争いが起こり、多くの神人が刀傷された。山門衆徒はこれに怒り、日吉の下級役人に命じて長者丸の住宅に放火する。この騒動の最中に、園城寺の法師が火事場泥棒を働こうとして山門派と喧嘩になる。この喧嘩に大津西浦の寺門派が加勢して戦闘に及んだ。山門派は大津東浦までいったん引き上げて比叡山に連絡をおこない、100人余りの山門衆徒の加勢を待って再度の侵攻を行い、大津西浦を焼いて新宮（長等神社）辺りで合戦となった。退却する寺門派を追う山門派は勢いに乗って園城寺の僧房を焼いて引き上げた。
敗れた寺門派は納まらず、山門領の大津東浦の在家に放火をおこなった。これを見た山門派は再度園城寺を攻めて北院に討ち入り、さらに中院まで踏み込んだ。寺門衆徒は抵抗したが、15日の夕刻に園城寺に火が放たれた。『後鳥羽院宸記』によれば、このときの上がった焔は山崎にいた後鳥羽院が気が付くほどの明るさを放った。後鳥羽院は後に「保の字のつく年に園城寺が炎上する」と記している。『天台座主記』に記される後日の報告によると、中院は金堂、中門、鐘楼、大門、食堂、大講堂、唐院などが焼失。北院南院を含めると100を超える房舎が失われた。この際に鎌倉幕府は大内惟義らを奉行として修造をおこなった。
この影響により同年に延暦寺で催された六月会に派遣された勅使は、園城寺とこれに同調する南都僧兵の乱入を警戒して物々しい警備を連れて比叡山に登った。こうした不穏な動きは実行されなかったものの、東大寺が発した文書に「法衣を甲冑に、法具を弓矢に変えて参加してもらいたい」と記されている事から具体的な計画があったとみられ、両派の対立は南都北嶺の争いを巻き込んでいた。これには前年に興福寺の末寺であった清水寺を延暦寺が強引に末寺にしようとした事を発端として、延暦寺と興福寺が対立していた事も背景にあると考えられる。
『百錬抄』によれば、建保3年（1215年）3月16日に寺門派の僧兵が山門領の東坂本を攻撃し、僧兵の宿舎など30余りを焼討した。鎮圧された後にこの騒動の首謀者は断罪された。また貞応2年（1223年）ごろから、天台宗の末寺であった四天王寺の別当職が交替するたびに、山門寺門は互いに正統性を主張して争うようになった。

### 戒壇勅許と撤回
『玉葉』によると、嘉禎3年（1237年）2月に園城寺に戒壇設立の勅許が下りるとの風聞が流れ、これに反対する山門派が蜂起した。しかし戒壇設立は噂だけで立ち消えとなった。
『経俊卿記』によれば、正嘉元年（1257年）の春に園城寺が戒壇設立に向けて朝廷に積極的に働きかけを行った。3月には園城寺長吏の円満院仁助法親王が制止したにもかかわらず、これを受け入れなかった寺門派衆徒が仏事を停止するといういわゆるストライキを行うに至った。こうした園城寺の要請に対し朝廷でも戒壇設立が審議されるが、これに対して閏3月1日に山門派衆徒が御所に強訴を行う。御所で対応した吉田経俊に対し「聖断で戒められなければ、我らが罰を与える」と実力行使をほのめかして否認を迫る。朝廷は戒壇設立を勅許した事実はないと説明して一旦は治めたものの、なおも山門派衆徒が蜂起を企てたため、3月7日に戒壇設立を認めない旨の院宣が出された。
これに対して寺門派は設立運動を続けるが、その背景には源氏との繋がりが深い園城寺に対して鎌倉幕府の後押しがあったとみられる。『天台座主記』によれば、正嘉2年（1257年）には「朝廷が幕府に使者を出し、戒壇設立に決着をつけてもらおうとしている」との風聞が立つ。これに対しても山門派は強硬に反対し、日吉社神輿3基を入京させて振り捨て、祇園社、北野社、日吉社を閉じる強訴を行った。朝廷は改めて戒壇勅許が無い旨の院宣を出し、日吉社神輿を新造することで鎮撫した。
しかし、寺門派はなおも諦めなかった。『吾妻鏡』によれば、正元元年（1259年）9月14日には鶴岡八幡宮寺別当隆弁が、園城寺戒壇について朝廷に訴え出るために上洛した。その甲斐あってか、翌年1月4日についに園城寺に三摩耶戒壇の設立が認められたと『天台座主記』は記す。これに対し山門派は激しく抵抗し、翌5日に大衆が蜂起。日吉七社の神輿を根本中堂に振り上げ、6日には強訴を行い、延暦寺以下末寺末社に至るまで全て閉門するストライキを決行。17日には赤山明神で示威行動を行うなど抗議する。こうした山門派の行動に抗しきれない朝廷は、19日に戒壇設立の勅許を撤回した。『吾妻鏡』によれば、この後も寺門派は幕府の助力を仰ぐが、幕府の力をもってしても戒壇設立は叶わなかった。

### 文永の焼討
『天台座主記』などによると、文永元年（1264年）3月23日に延暦寺東塔延命院から火災が発生し、戒壇院を含む多くの堂塔が焼失した。この火災は四天王寺別当職が園城寺に付されたことなどに抗議する山門派の自燃であったとされる。寺門派はこれを機と捉えて、勅許の無いまま3月29日に園城寺金堂にて仙朝を戒師和上として寺門派僧への三摩耶戒授与を強行する。これに反発した山門派は首謀者の仙朝の流罪を訴え、5月には寺門派僧兵と戦闘を行って園城寺を焼き払う。この時、金堂以下主な堂塔のみならず園城寺三別所や周辺の住居も焼失した。その被害は甚大で、山門派も焼討を懺悔し写経をするほどであったと伝える。同年暮れ以降に山門派には武装禁止や所領規制などの処分が行われた。

### 文保の焼討
『文保三年記』によれば、文保3年（1319年）に再び戒壇問題から争いが起きた。同年4月に入ると寺門派が戒壇設立の動きを見せるが、これは園城寺長吏顕弁が、異母弟金沢貞顕の協力のもと幕府の後押しを得たからだと考えられる。『元徳二年日吉社幷叡山行幸記』によると、追及を受けた顕弁は戒壇設立を否定し誓詞を出していったん納めるが、これに従わなかった寺門派衆徒が戒壇を仮設し長乗を戒師和上として受戒を行った。首謀者の長乗は還俗させられ配流に処されるが山門派の怒りは解けず、4月25日には山門派衆徒が園城寺に焼討を行い金堂以下が焼失する。花園院は「これは法滅の期であろうか。歎息すべし」と日記『花園天皇宸記』に記している。

### 建武の焼討
両門の抗争は建武の乱にも巻き込まれ、山門派は建武政権に、寺門派は足利尊氏に付いた。『太平記』によれば、園城寺を懐柔した尊氏は戒壇設立を約束したとされる。建武3年（1336年）1月16日に新田義貞らが、細川定禅らが居る園城寺を攻撃する。前日に定禅は京の尊氏に官軍方が大挙到着したことを知らせていたが、尊氏はこの報告を信じずに援軍を送らなかった。定禅はいったんは園城寺を出て義貞らを迎え撃つが、大津西浦に放たれた火の手に阻まれ園城寺に引き返した。脇屋義助らが園城寺に討ち入ると定禅らは総崩れとなり、これに呼応した山門派の僧兵が搦め手より寺内に乱入し焼討した。寺門派僧徒は自害するものが多く、足利方は7300人が討たれた。
この時の座れ詩として、次のような話が伝わっている。

### 豊臣氏の千僧供養
豊臣秀吉は、焼損した東大寺大仏に代わる新たな大仏を発願し、京都に方広寺大仏（京の大仏）を造営した。文禄4年（1595年）9月25日からは、方広寺境内に組み込んでいた妙法院の巨大な経堂で毎月、千僧供養が行われるようになった。秀吉は京都およびその近郊（山城国）に拠点を有する仏教八宗（天台宗・真言宗・律宗・禅宗・浄土宗・日蓮宗・時宗・浄土真宗）に対して、各宗派ごとに100名の僧で千僧供養に出仕するよう命じた。天台宗は本稿で記述の通り、山門派と寺門派という内部派閥があり、両者は長年に渡って武力抗争を繰り広げてきたが、千僧供養では両者は「天台宗」という一括りで出仕することになった。